# I-185
I-185 — підводний човен Імперського флоту Японії, який брав участь у бойових діях Другої світової війни.
Човен, який належав до типу KD7, спорудили в 1943 році на верфі ВМФ у Йокосуці.
По завершенні І-185 включили для проведення тренувань до 11-ї ескадри підводних човнів, а в грудні 1943-го підпорядкували 22-й дивізії підводних човнів, яка призначалась для базування на атолі Трук у центральній частині Каролінських островів (тут ще до війни створили потужну базу японського ВМФ, з якої до лютого 1944-го провадились операції у цілому ряді архіпелагів). 5—12 січня 1944-го І-185 пройшов з Сасебо на Трук.
25 січня 1944-го І-185 вирушив до Рабаула (головна передова база в архіпелазі Бісмарка, з якої здійснювались операції на Соломонових островах та сході Нової Гвінеї), проте був вимушений повернутись через технічні проблеми. Втім, 27—31 січня човен все-таки зміг пройти на цю базу. Одразу після прибуття в Рабаул І-185 прийняв на борт військовослужбовців, призначених для підсилення гарнізону островів Грін-Айленд (в протоці між великими островами Нова Ірландія та Бугенвіль), на яких тієї доби побувала диверсійна група союзників. Таке саме завдання отримав і підводний човен І-169, який разом з І-185 мав перевезти 123 бійці. 1 лютого човни вийшли з Рабаула та вночі 3 лютого побували на Грін-Айленді, при цьому через штормове море вдалось висадити лише 77 осіб. 4 лютого І-185 повернувся на базу.
12 лютого 1944-го човен вирушив у транспортний рейс до гарнізону Ібокі на північному узбережжі острова Нова Британія (в затоці Борген за понад чотири сотні кілометрів від Рабаула та лише за два десятки кілометрів від західного завершення острова). Після заходу сонця 13 лютого човен розвантажився у пункті призначення, а 16 числа повернувся у Рабаул.
24 лютого 1944-го І-185 вийшов для доставки припасів до порту Бука, розташованого на однойменному острові біля північного узбережжя значно більшого Бугенвілю (після бою біля мису Сент-Джордж наприкінці листопада 1943-го сюди не могли ходити навіть швидкохідні есмінці, які активно використовувались японцями у транспортній функції). 28 лютого човен отримав наказ перехопити виявлене з'єднання ворожих кораблів, проте не досягнув якогось результату і 1 березня повернувся у Рабаул.
4 березня 1944-го І-185 вийшов у новий рейс до Буки. Наступної доби під час проведення зарядки батарей у надводному положенні човен був атакований літаком. Від близьких вибух'ів бомб І-185 зазнав істотних пошкоджень (зокрема, вийшла з ладу чверть акумуляторів) та був вимушений повернутись на базу.
10 березня 1944-го на човні сталась пожежа в акумуляторному відсіку і він дістав наказ перейти для ремонту на Трук, куди прибув 17 числа. 22—31 березня І-185 пройшов далі до Сасебо.
11 червня 1944-го І-185 полишив Японію, маючи завдання доставити припаси до Веваку (найбільший японський гарнізон на північному узбережжі Нової Гвінеї). Окрім екіпажу, на човні також перебував командир згаданої вище 22-ї дивізії підводних човнів. Під час переходу у штормових умовах з палуби змило більшу частину бочок з рисом. Втім, невдовзі рейс до Веваку став неактуальним, оскільки японське командування ввело в дію план оборони Маріанських островів, які належали до головного периметра оборони імперії. 15 червня у цьому архіпелазі дійсно почалась десантна операція союзників, а наступної доби І-185 отримав наказ припинити рейс до Веваку та разом з іншими підводними човнами сформувати завісу за кількасот кілометрів на схід від Маріанських островів.
Про подальші дії І-185 нічого невідомо. 22 червня 1944-го в районі за сотню кілометрів на північний захід від Сайпану американський есмінець «Ніюкомб» встановив сонарний контакт та разом з тральщиком (колишнім есмінцем) «Чендлер» провів скидання кількох серій глибинних бомб. Після однієї з них на поверхні з'явились сліди нафти, а через півтори години за черговою серією бомб почувся потужний підводний вибух та спливли різноманітні рештки. Ймовірно, саме ця атака стала фатальною для І-185, який загинув разом з усім екіпажем із 95 осіб.